# Kronburg
Kronburg je obec v německé spolkové zemi Bavorsko, v zemském okrese Unterallgäu ve vládním obvodu Švábsko.
V roce 2015 zde žilo 1 755 obyvatel.

## Poloha
Obec leží a hranic Bavorska s Bádenskem-Württemberskem.
Sousední obce jsou: Aitrach (Bádensko-Württembersko), Bad Grönenbach, Lautrach, Legau, Memmingen, Woringen